# 방형주
방형주(1960년 1월 3일 ~ )은 대한민국 배우이다.

## 주요 이력
1978년 연극배우로 첫 데뷔하였으며, 연기자 시절 TV 사극 드라마에 출연하면서 이름을 널리 알렸다.

## 학력
- 성균관대학교 언론정보대학원 언론학 석사

## 경력
- 민주평화통일자문회의 문화체육 상임위원
- 민주평화통일자문회의 자문위원
- 바르게살기 중앙협의회 조직총괄단장

### 드라마
- 1993년 ~ 1999년 MBC 일요 특별기획 드라마 《경찰청 사람들》
- 2000년 KBS1 대하드라마 《왕과 비》 ... 장정 역
- 2000년 KBS1 대하드라마 《태조 왕건》 ... 방장군 역
- 2002년 SBS 월화 특별기획 드라마 《야인시대》 ... 고릴라 역
- 2003년 KBS 대하드라마 《제국의 아침》 ... 감독관 역
- 2003년 KBS1 대하드라마 《무인시대》 ... 패좌 역
- 2003년 KBS1 수목 특별기획 드라마 《장희빈》 ... 민언량의 사주를 받고 김춘택을 미행하는 하수인 역
- 2006년 KBS1 대하드라마 《대조영》 ... 퉁소 역
- 2008년 KBS1 대하드라마 《대왕 세종》 ... 아이신교로 먼터무 역
- 2011년 KBS1 대하드라마 《광개토태왕》 ... 여석개 역
- 2012년 MBC 주말 특별기획 드라마 《무신》 ... 자랄타이 역
- 2013년 KBS1 대하드라마 《대왕의 꿈》 ... 동보량 역
- 2013년 KBS2 수목 미니시리즈 《칼과 꽃》 ... 춘명 역
- 2013년 KBS1 대하드라마 《정도전》 ... 지윤 역
- 2015년 KBS2 수목 특별기획 드라마 《장사의 신 - 객주 2015》 ... 왕발 역
- 2023년 KBS2 저녁 일일연속극 《우아한 제국》 ... 양희찬 역

### CF
- 2013년 워게이밍넷 월드오브탱크

## 수상
- 2010년 제18회 대한민국문화연예대상 탤런트부문 남자 우수상
- 2011년 제19회 대한민국문화연예대상 드라마부문 최우수연기상 《광개토태왕》
- 2012년 제20회 대한민국문화연예대상 특별상